# Папарацци

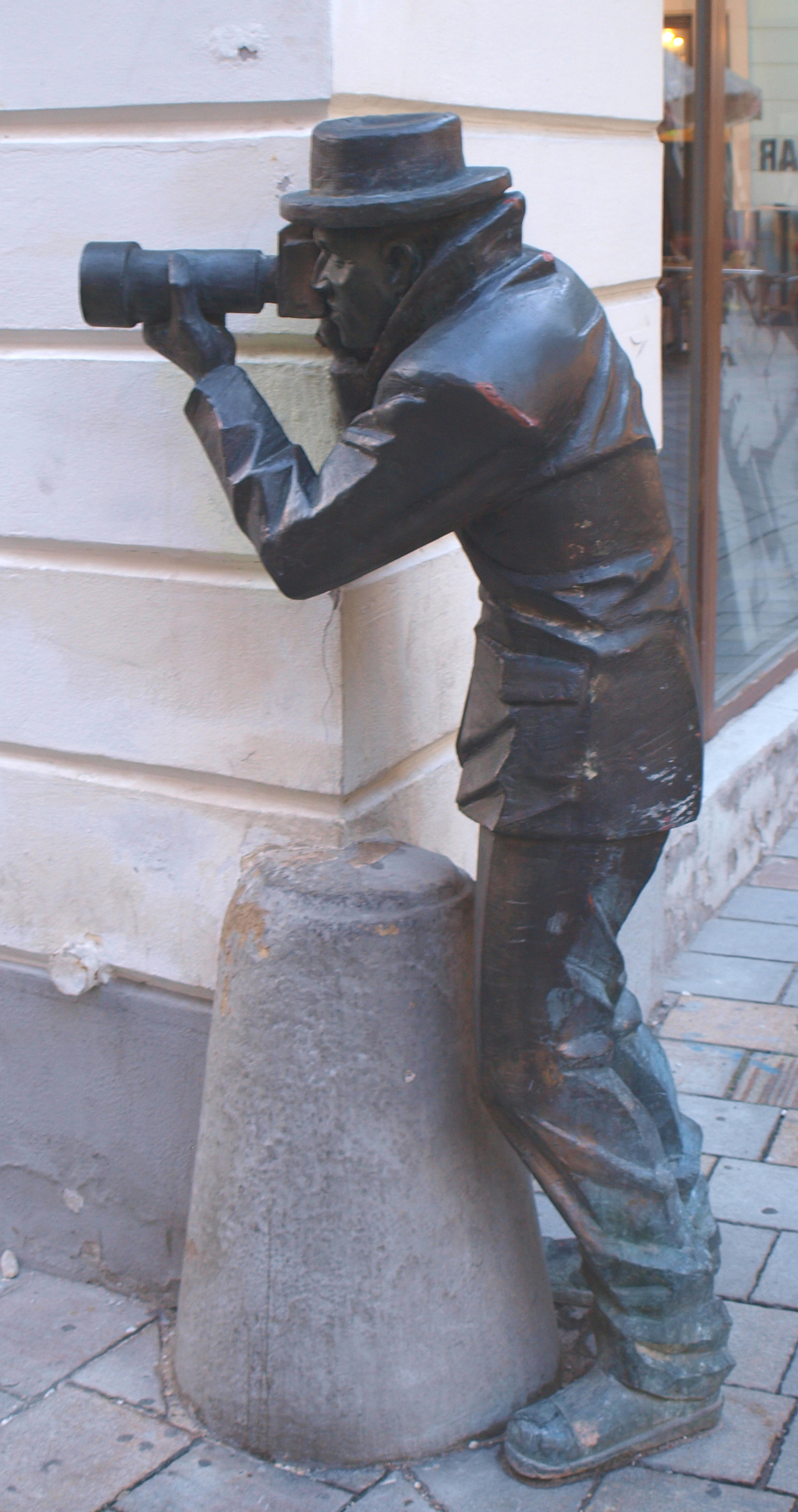
Скульптура папарацци в Братиславе

Папара́цци (итал. paparazzi, в единственном числе — папараццо, paparazzo, по-русски используется редко) — жаргонное название фотожурналистов, специализирующихся на съёмке звёзд шоу-бизнеса и знаменитостей в неформальной обстановке. Профессия папарацци в представлении общества ассоциируется со скандалом, поскольку такая съёмка часто ведётся тайком, и, как правило, без согласия снимаемых лиц.

## Происхождение слова

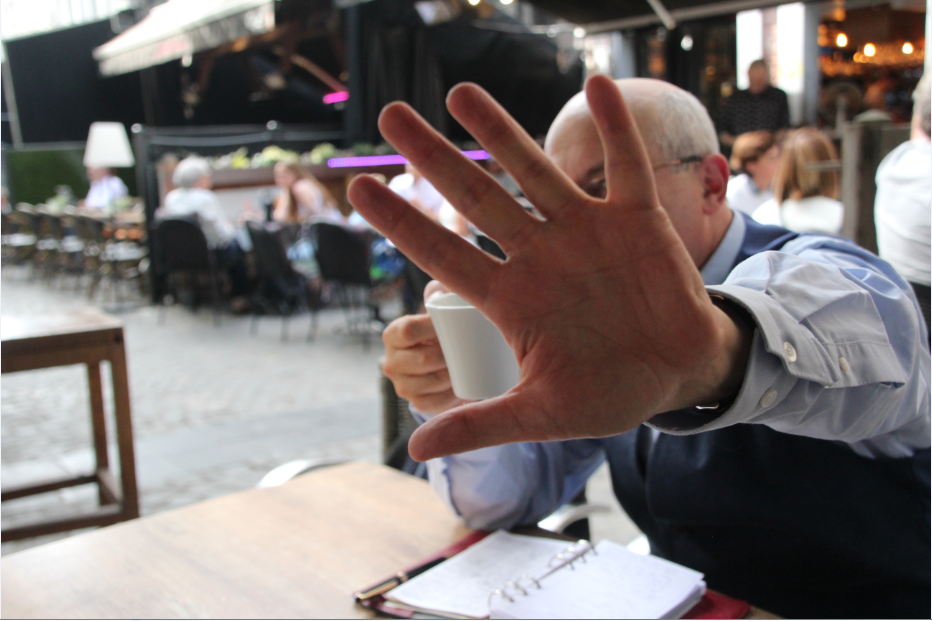
Личная жизнь

В данном значении слово вошло в обиход после выхода на экран в 1960 году кинофильма Федерико Феллини «Сладкая жизнь», у главного героя которого был друг, фотограф Папараццо (актёр Вальтер Сантессо). Прототипом Папараццо был известный итальянский фотограф и друг Феллини Тацио Секкьяроли.
Существует много теорий происхождения имени, несколько из них были предложены самим Феллини. Согласно одной из теорий, Феллини и сценарист фильма Эннио Флайано взяли это слово из книги путевых заметок Джорджа Гиссинга «By the Jonian sea» (1901), в которой упоминается некий Кориолано Папараццо — хозяин одного из отелей в Калабрии. Согласно другой теории, Флайано придумал имя, ассоциируя звуки, издаваемые камерой, с захлопыванием раковин моллюсков: словосочетание paparazzi di mare («морские папарацци») используется для обозначения моллюсков семейства мактр (Mactra stultorum) в итальянских работах по зоологии XIX века.
Данный персонаж был задуман режиссёром как докучливый и пронырливый фотограф, похожий на комара. Феллини рассказывал, что это имя он позаимствовал у одного из школьных друзей, которого прозвали Папараццо за быструю манеру разговора. Позднее это слово во множественном числе «папарацци» стало применяться в разных языках к фотографам, которые преследуют знаменитостей ради компрометирующего снимка.

## Отдельные случаи

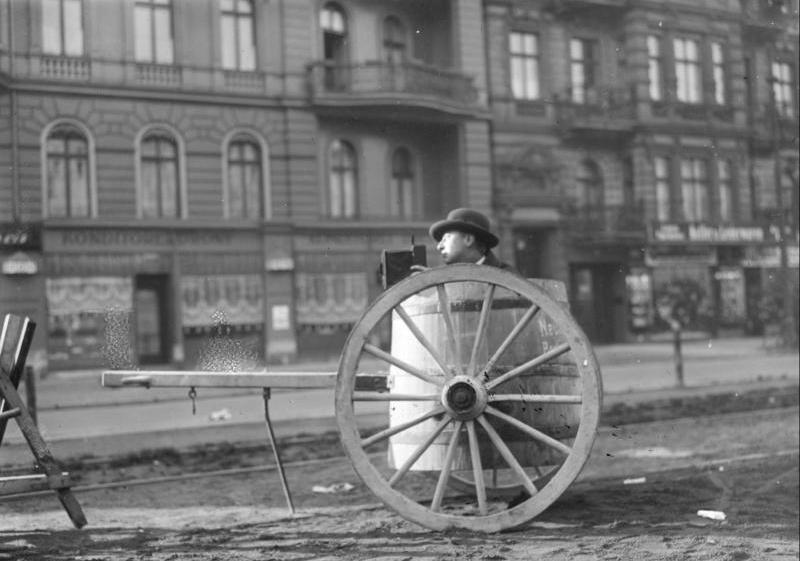
Папарацци в Германии в 1930 году

- В начале XX века в дачных посёлках Подмосковья можно было встретить фотографов-«моменталистов». Они часами дежурили в засаде, чтобы снять курьёзную или купальную сценку. «Моменталисты» подвергались преследованию и избиениям[3].
- По одной из версий, причиной автокатастрофы, в которой 31 августа 1997 года в Париже погибла английская принцесса Диана, было то, что её преследовали папарацци. Однако суд в 2008 году признал, что принцесса погибла в результате убийства по неосторожности по вине пьяного водителя её автомобиля, и водителей машин, следовавших за ним[4].

## Известные папарацци
- Рино Барилари — итальянский папарацци, известный в Италии как «Король папарацци». Он был награждён орденом «За заслуги перед Итальянской Республикой» (1998) и орденом офицера «За заслуги перед Итальянской Республикой» (1992).